# Gmach Powiatowej Kasy Oszczędności Powiatu Krakowskiego w Krakowie
Gmach Komunalnej Kasy Oszczędności Powiatu Krakowskiego – zabytkowa kamienica znajdująca się w Krakowie, w dzielnicy I Stare Miasto przy ul. Pijarskiej 1, na rogu z ul. św. Marka 2–4, na Starym Mieście.

## Historia
Gmach został wzniesiony w latach 1897–1899 z przeznaczeniem na siedzibę Komunalnej Kasy Oszczędności Powiatu Krakowskiego oraz Rady Powiatowej. Projekt budynku sporządził Tadeusz Stryjeński, natomiast detale zaprojektował Franciszek Mączyński. Kierownikiem budowy był Zygmunt Hendel.
W latach 90. XX wieku gmach był siedzibą Banku Przemysłowo-Handlowego. W 1998 przeszedł remont generalny. Obecnie mieści jeden z oddziałów banku Pekao.

## Architektura
Gmach posiada trzy kondygnacje. Na parterze i pierwszym piętrze zaprojektowano: salę operacyjną, sale posiedzeń i konferencyjne, gabinety prezesa i dyrektorów, poczekalnie, biura oraz skarbiec, natomiast na drugim piętrze mieszkania dla dyrektorów.
Kamienica reprezentuje styl klasycyzującej secesji. Posiada dwie elewacje frontowe. Elewacja od strony ulicy Pijarskiej jest siedmioosiowa. W jej centralnej części znajduje się ryzalit, zwieńczony frontonem. W parterze umieszczono metalową bramę, wykonaną w firmie J. Goreckiego. Obok niej znajduje się kartusz z inskrypcją: "RADA POWIATOWA". Okna parteru, a na ryzalicie także pierwszego piętra zostały zwieńczone półkoliście, natomiast pozostałe – prostokątnie. Elewacja pięter podzielona jest pilastrami. Na drugim piętrze zaprojektowano symetrycznie dwa balkony z metalowymi balustradami. Elewacja od strony ulicy św. Marka jest ośmioosiowa. Na szerokości dwóch pierwszych osi znajduje się ryzalit.
We wnętrzach budynku znajduje się dekoracja sztukatorska, pokrywająca filary i belki stropowe. Poszczególne sale oddzielono od klatki schodowej szklanymi ścianami, a w sali operacyjnej zastosowano ozdobne drewniane ścianki, tworzące niewielkie kioski.

## Galeria

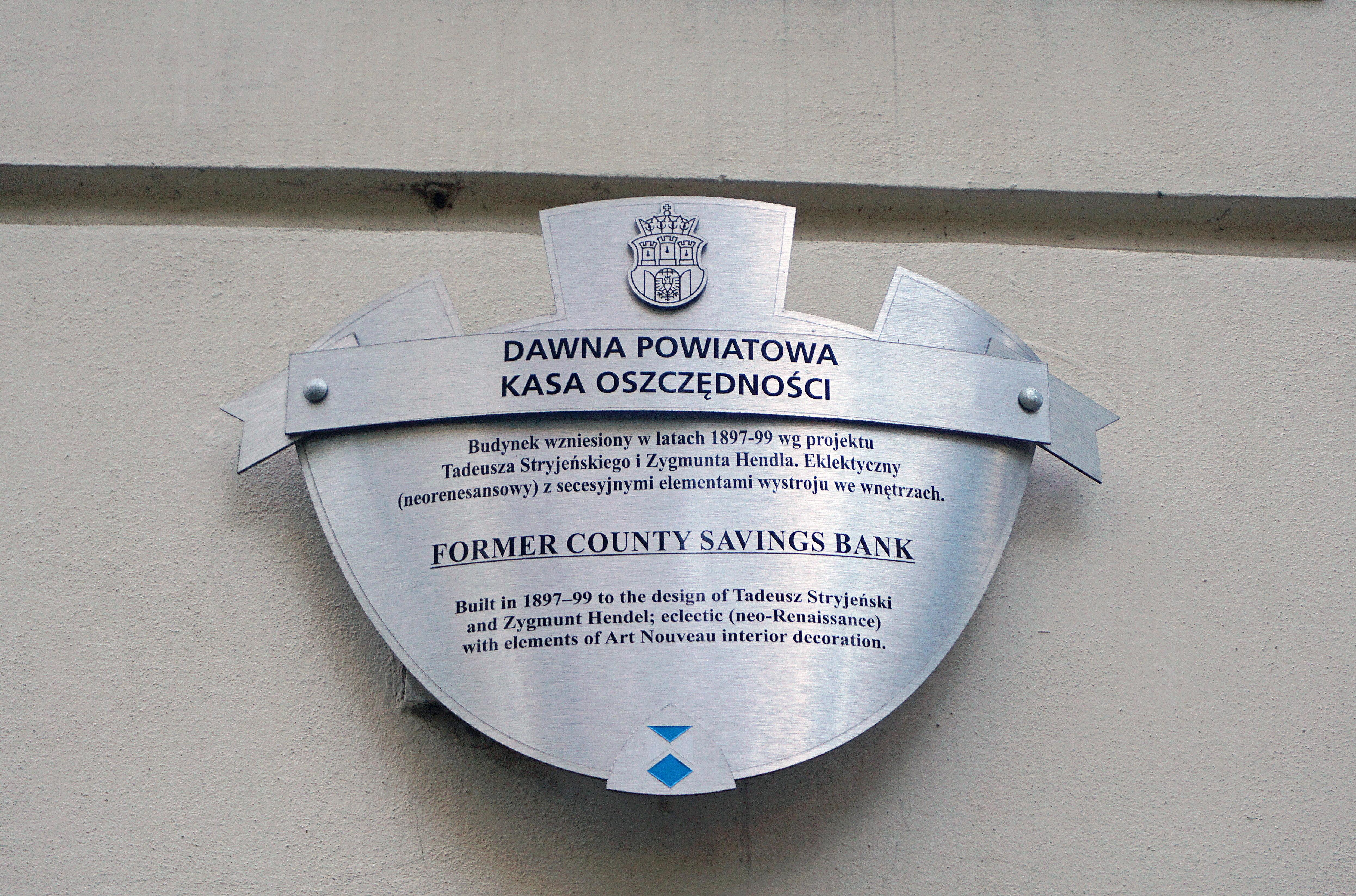
Tablica informacyjna

## Źródła
- Praca zbiorowa, Zabytki Architektury i budownictwa w Polsce. Kraków Krajowy Ośrodek Badań i Dokumentacji Zabytków Warszawa 2007, ISBN 978-83-92298-1